# 森林特攻隊：大腳丫家族
《森林特攻隊：大腳丫家族》（英語：Bigfoot Family），是一部由班·史塔森和Jeremy Degruson執導的2020年比利時與法國的動畫喜劇電影。本片是2017年電影《大腳冒險王》的續集。

## 劇情
亞當的父親大腳怪希望將自己的名聲用於善事，並決定保護阿拉斯加的大型野生動植物保護區。沒想到大腳怪在一次追查真相的過程中竟然神秘地消失了，於是亞當和他的動物朋友決定聯手找出父親大腳怪的下落並保護自然保護區。

## 配音員
| 配音              | 配音   | 角色   |
| 法語              | 中文   | 角色   |
| ----------------- | ------ | ------ |
| Kylian Trouillard | 陳貞伃 | 亞當   |
| 亞歷克西斯·維克多 | 吳文民 | 大腳怪 |
|                   | 張乃文 | 雪麗   |
|                   | 孟慶府 | 崔波   |
|                   | 陳彥鈞 | 偉波   |
|                   | 符爽   | 康納   |

## 發行
本片於2020年8月5日在比利時與法國上映，於2020年9月30日在台灣上映。